# Parmena bicincta
Parmena bicincta là một loài bọ cánh cứng trong họ Cerambycidae.